# Der Sturm aus dem Nichts
Der Sturm aus dem Nichts (Originaltitel: The Wind from Nowhere) ist ein 1962 erschienener Science-Fiction-Roman des britischen Autors J. G. Ballard.

## Inhalt
Ein weltumfassender Supersturm, der jeden Tag um fünf Stundenmeilen weiter beschleunigt, zerstört nach und nach fast die gesamte Natur und menschliche Infrastruktur. Während die Wissenschaft dem Phänomen ratlos gegenüber steht, suchen die Menschen in Kellern, Bunkern, Tiefgaragen und U-Bahnschächten vergeblich Schutz. Eine kleine Gruppe von Militärs und Wissenschaftlern erreicht einen riesigen Betonbunker, der dem mysteriösen Multimilliardär Hardoon gehört. Aber auch Hardoons Bunker und die darauf als Beobachtungsposten erbaute gigantische Pyramide halten dem Sturm schließlich nicht mehr stand. Am Ende lässt der Sturm plötzlich nach. Gründe für Entstehen und Enden des Sturms bleiben offen.

## Einordnung in das Werk des Autors
Der Roman war Ballards Erstlingswerk, dessen Verkaufserfolg es ihm ermöglichte, hauptberuflich als Schriftsteller zu arbeiten. In seinen vier ersten Romanen Der Sturm aus dem Nichts, Karneval der Alligatoren, auch als Paradiese der Sonne (The Drowned World), Welt in Flammen, auch als Die Dürre (The Burning World) und Kristallwelt (The Crystal World) thematisierte Ballard vier verschiedene Dystopien in Anlehnung an die vier Elemente Luft, Wasser, Feuer und Erde.
Simon Sellars, Autor von Applied Ballardianism (Urbanomic, 2018) bezeichnet The Wind from Nowwhere / Der Sturm aus dem Nichts als "Ballards first, disowned novel".

## Ausgaben
Das Werk erschien zunächst als zweiteilige Fortsetzung 1961 in der September- und Oktoberausgabe der New Worlds Science Fiction, Nr. 110 und 111.
- The Wind from Nowhere. Berkley Medallion, New York 1962 (Imprint von Berkley Books), 1974 gemeinsam mit The Drowned World, The Drought und The Terminal Beach bei Penguin Books, jeweils mit Titelblattgestaltung durch den damaligen Art Director bei Penguin, David Pelham[4].
- Der Sturm aus dem Nichts. Übersetzung: Gisela Stege. Heyne Science-fiction & Fantasy Nr. 3028 – Heyne, München 1964. (3. Auflage 1978, ISBN 3-453-30501-9). Auch in: Zeit endet oder Die Elemente. Bibliothek der Science Fiction Literatur Nr. 82 – Heyne, München 1991, ISBN 3-453-04515-7.

Neben der deutschsprachigen Ausgabe erschienen auch Übersetzungen in das Französische, Italienische und Holländische. Es wurde mehrfach nachgedruckt und erschien in Sammelbänden mit Ballards Werken.